# Cyborg Conquest
Pour plus de détails, voir Fiche technique et Distribution.
Cyborg Conquest  est un film d'action et de science-fiction américain de 2009, écrit et réalisé par Leigh Scott. Il met en vedettes Stacey Dash, Frida Farrell, Jessika Brodosi et Monti Domingue.

## Synopsis
L’intrépide Lady (Stacey Dash) est la chef d’un gang de 8 bikeuses aussi sexy que déterminées : les Chrome Angels. Le groupe de filles hors-la-loi se compose de Molly, Layla, KJ, Dusty, Milwaukee, Gretchen et Tink. Après le braquage très médiatisé d'une banque, les motardes s’enfuient vers le Mexique pour échapper à la police. Mais avant d’avoir atteint la frontière mexicaine, elles décident de s'arrêter dans une petite ville perdue au fin fond des États-Unis, en Louisiane. C’est une grave erreur. La ville est le repaire du professeur Elliot Davros (Paul Le Mat), un ex-scientifique du gouvernement américain qui est devenu un des 10 criminels plus recherchés du pays. Il a mis au point une série de cyborgs (androïdes à l'aspect humain) conçus pour aider les humains dans les tâches ingrates de leur vie quotidienne. Une première ville-test où cohabitent humains et robots a été créée, dans le plus grand secret, dans cette région reculée de l'Amérique pour valider l'expérience du professeur Elliot. Chacun de ses 3500 robots, destinés à infiltrer toutes les couches de la société, est une bombe subatomique. Le but du docteur Elliot est un chantage à l'échelle mondiale et la domination du monde.
Les filles font halte dans un bar rempli de ces mystérieux robots déguisés en humains. Lady découvre le sinistre secret du diabolique docteur Elliot : il a équipé ses androïdes de bombes dans le but de déclencher une anarchie totale. Démasquées, les machines malfaisantes kidnappent la moitié du gang de motardes. Avec ses amies en danger et les représentants de la loi qui se rapprochent, Lady et le reste des Chrome Angels doivent se hâter de sauver leurs collègues à temps pour franchir la frontière. Le détour par la petite ville va transformer leur fuite en un combat acharné entre les cyborgs tueurs et les amazones mécanisées qui se battent pour leur liberté,.

## Fiche technique
- Réalisation : Leigh Scott
- Pays de production :  États-Unis
- Durée : 93 minutes
- Date de sortie : 2009

## Distribution
- Stacey Dash : Lady
- Frida Farrell : Gretchen
- Monti Domingue : Dusty
- Jessika Brodosi : Molly
- Eliza Swenson : Layla
- Kristen Quintrall : K.J.
- Jackey Hall : Tinkerbell
- Laura Futch : Milwaukee
- Brent Lydic : Blaine McCormick
- Paul Le Mat : Elliot Davros
- Collin Galyean : Bobby Dupree
- Dean N. Arevalo : Gator
- Marcus L. Brown : Jackie
- Sofia Karstens : Suzy
- Andre Le : Nomack
- Terry Milam : Ratso
- Jack Radosta : Benny
- Brian McCoy : Clay[2],[5].

## Production
Le film a été produit par Active Entertainment et Bullet Films. Son tournage a eu lieu à Lafayette, en Louisiane, aux États-Unis. Il est sorti le 6 juin 2009 aux États-Unis, son pays d’origine.

## Réception critique
Les critiques des spectateurs sont très mitigées. Certains apprécient le second degré des clichés dont cette « série Z » est remplie : girl power de filles sexy et s’assumant badass, savant fou mégalomane et son armée de cyborgs. D’autres estiment le film mal joué, mal filmé et ridicule, même pas drôle comme un bon nanar, et tout juste apte à remplir un « trou » dans la grille des programmes d’une petite chaîne de la TNT.